# Sparganothoides broccusana
Sparganothoides broccusana es una especie de lepidóptero del género Sparganothoides, tribu Sparganothini, familia Tortricidae. Fue descrita científicamente por Kruse & Powell en 2009.
La longitud de las alas anteriores es de 7 a 9,3 milímetros para los machos y de unos 8,6 milímetros para las hembras. Se distribuye por México, en el estado de Sinaloa.